# Jürg Schaub
Jürg Schaub (* 9. Juli 1934 in Basel; † 30. August 2009 ebenda) war ein Schweizer Grafiker und Werbefachmann.

## Werk

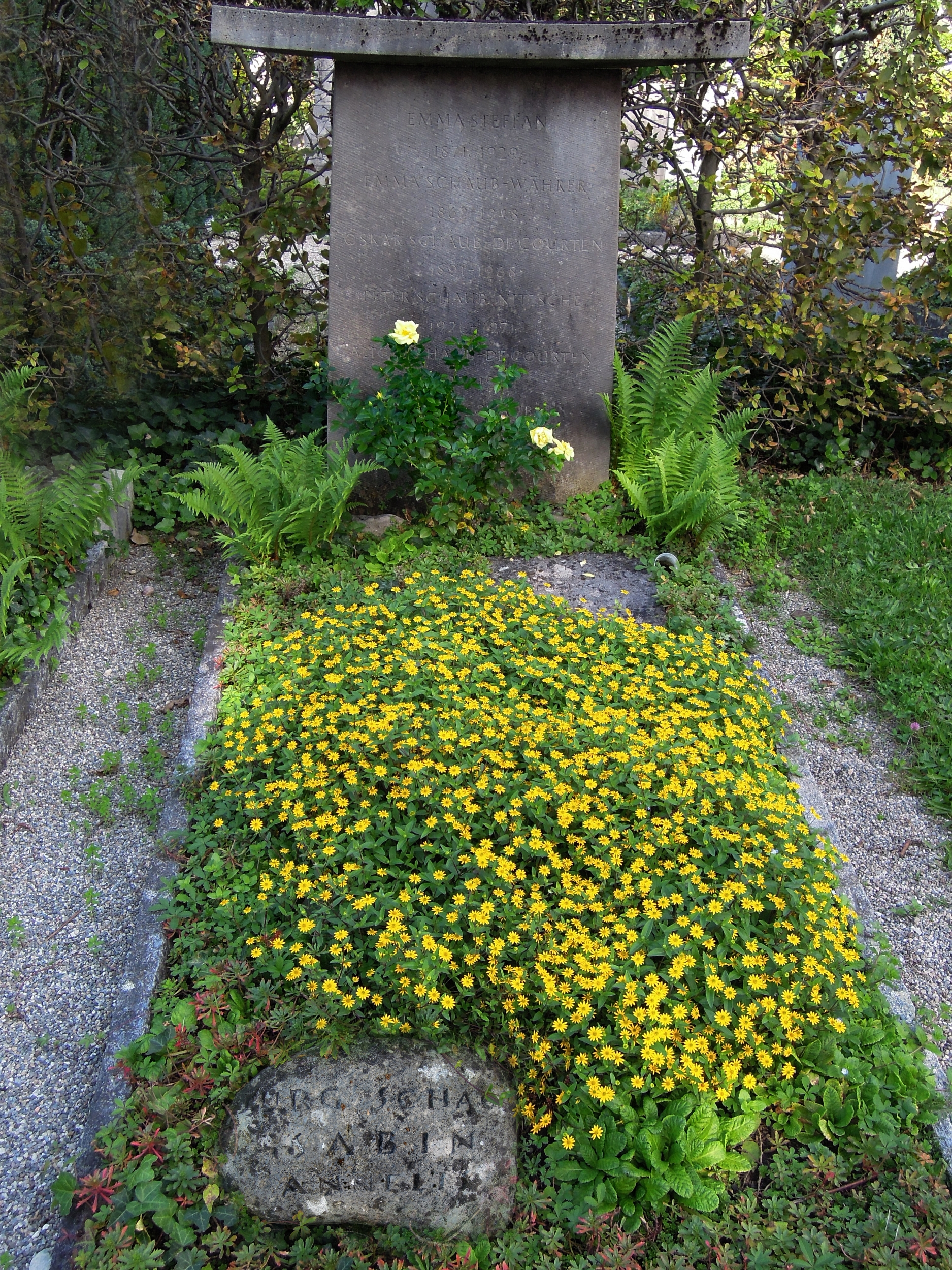
Familiengrab auf dem Wolfgottesacker, Basel

Jürg Schaub war ein Sohn des Reklamechefs der Basler Chemie- und Pharmaunternehmen Ciba AG Oskar Schaub (* 11. Juli 1891; † 1968) und der  Alice, geborene de Courten (* 11. Juli 1892 in Pittsburgh, † 9. Juni 1981). Ihr ältester Sohn Hans Schaub (1920–2012) heiratete Karin Schaub. Sie ist die Tochter des Chemikers und Ciba Geigy Angestellten Andreas Ruperti und der Madja Ruperti. Sowie die Schwester von Marischa Burckhardt.
Jürg Schaub wuchs mit seinen drei älteren Brüder im Geller-Quartier in Basel auf. Ab 1964 vermietete das Ehepaar Ruperti tagsüber ihre Wohnung an ihn. Später war er mit seiner Frau Annelies, geborene Gysin als Grafiker in und um New York tätig.
1968 gründete Schaub zusammen mit dem schreibbegabten Wiener Burgschauspieler Horst Kepka die Werbeagentur cR in Basel. Zu Schaubs berühmtesten Arbeit gehört die über zwanzig Jahre geführte STOP-AIDS-Kampagne.
Jürg Schaub fand seine letzte Ruhestätte auf dem Wolfgottesacker in Basel.